# Cordeliers klub
A Cordeliers klubot (Emberi és polgári jogok barátainak társasága nevű politikai csoportosulás) Georges Jacques Danton, Fabre d’Églantine, Jean-Paul Marat és Camille Desmoulins alapították 1790. április 27-én az egykori ferences rendi kolostor refektóriumában.

## Története
A ferenceseket a középkori Franciaországban kordásoknak hívták, mert cingulum, korda (franciául corde) övezte ruhájukat.  A klub angol minta nyomán honosodott meg Franciaországban a politikai csoportosulások elnevezésére.

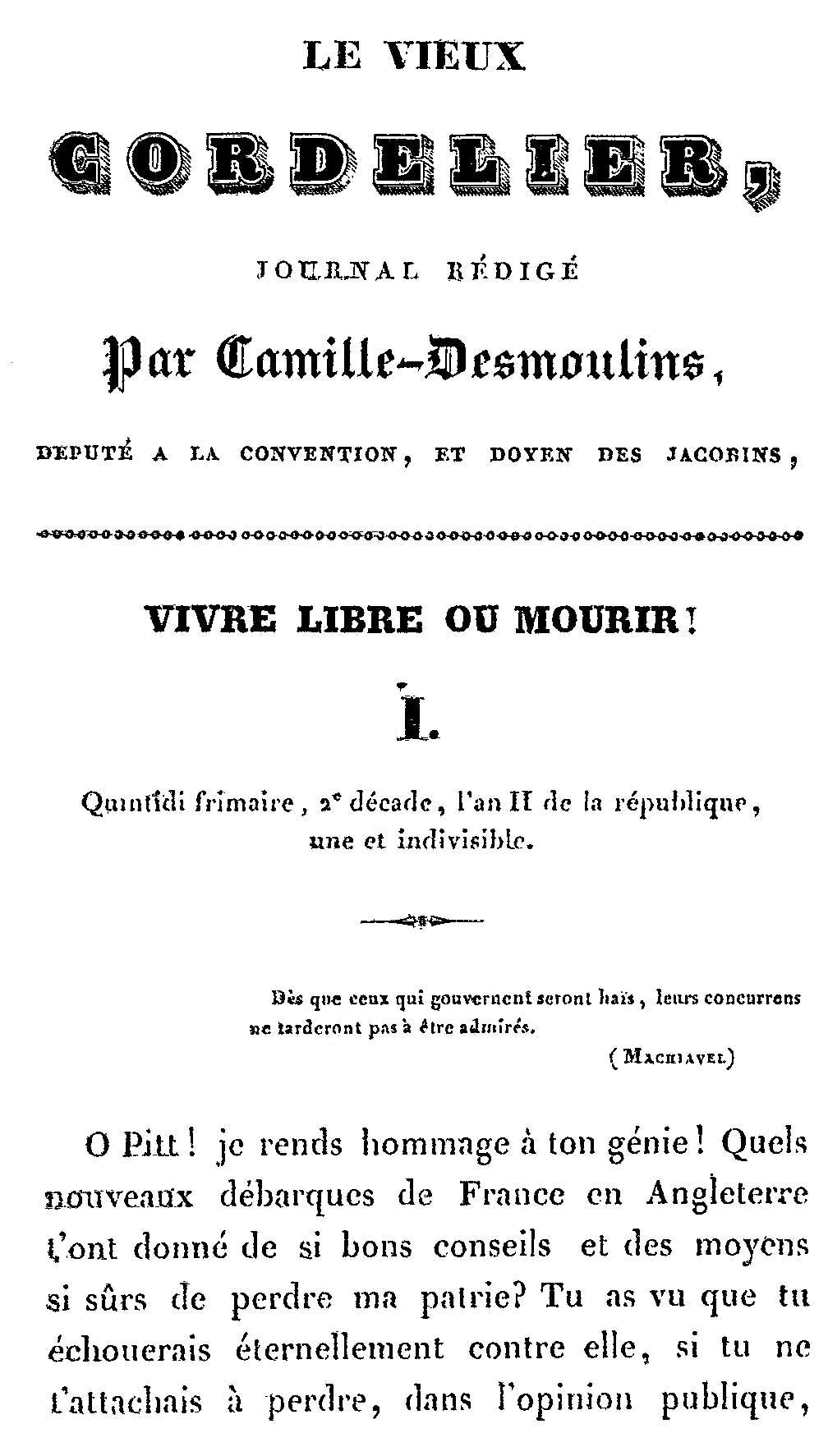
Le Vieux Cordelier első száma

Ez a szélsőséges forradalmi klub, a sans-culotte-ok és hébertisták szócsöve valóságos „felügyelőként” működött,  amit a tagsági kártya emblémája, tágra nyitott éber szem is tükrözött.  A klubtagok figyelték az arisztokratákat, ellenőrizték a hivatalokat, felméréseket végeztek, aláírásokat gyűjtöttek, petíciókat írtak, tüntetéseket szerveztek, s ha a szükség úgy kívánta, felkelésre lázítottak.
A XVI. Lajos szökése és visszatérése után a Cordeliers klub követelte a király lemondását. 1791. július 17-én a klub tagjai szervezték a Mars-mezei tüntetést és aláírásgyűjtést a köztársaság mellett és a monarchia visszaállítása ellen. Az 1791 szeptemberében hozott alkotmányt is elvetették. 1792. augusztus 10-én szerepet játszottak a Tuileriák palotájának elfoglalásában.
1793 nyarán a girondista vezetők kivégzése után Danton a Hegypárthoz csatlakozott, majd kilépett a Cordeliers klubból és Fabre d'Églantine, Louis Legendre és  Camille Desmoulins társaival megalakította az engedékenyek vagy dantonisták csoportját. A klubtagság másik része alkotta a túlzók vagy hébertisták csoportját. Ők mentek legmesszebbre a társadalmi követelések terén. 
Camille Desmoulins adta ki a klub sajtóorgánumát, a Le Vieux Cordelier-t 1793. december 5. és 1794. január 25. között. Az újság Danton kívánságára az Engedékenyek szócsöve lett, Robespierre pedig azért támogatta, hogy ellensúlyozza Hébert lapját, a  Le Père Duchesne-t. Az újság harmadik számában Desmoulins a jakobinus terror ellen írt. A hatodik, 1794. január 25-i számában elismerte Desmoulins a Le Vieux Cordelier vereségét a Le Père Duchesne-nel szemben. 
A Közjóléti Bizottság veszélyesnek találta a hébertisták egyre szélsőségesebb fellépését. 1794. március 14-ére virradó éjszakán letartóztatták főbb vezetőit, a Forradalmi Törvényszék halálos ítéletét március 24-én és április 5-én hajtották végre. Marat merénylet áldozata lett 1793. július 13-án. A Cordeliers klubot 1795 áprilisában bezárták.

## Fordítás
- Ez a szócikk részben vagy egészben  a   Club des Cordeliers című francia Wikipédia-szócikk fordításán alapul.  Az eredeti cikk szerkesztőit annak laptörténete sorolja fel. Ez a jelzés csupán a megfogalmazás eredetét és a szerzői jogokat jelzi, nem szolgál a cikkben szereplő információk forrásmegjelöléseként.